# Kreis Mezőkövesd
Der Kreis Mezőkövesd ist ein Kreis im Südwesten des nordostungarischen Komitats Borsod-Abaúj-Zemplén. Er grenzt im Westen an das Komitat Heves und im Süden mit einer Gemeinde (Tiszababolna) an das Komitat Jász-Nagykun-Szolnok. Im Zuge der ungarischen Verwaltungsreform von 2013 wechselten alle 21 Gemeinden aus dem Kleingebiet Mezőkövesd (Mezőkövesdi kistérség) in den gleichnamigen Nachfolgekreis, verstärkt durch 2 Gemeinden aus dem östlich gelegenen Kleingebiet Mezőcsát.

Der Kreis hat eine durchschnittliche Gemeindegröße von 1.786 Einwohnern auf einer Fläche von 31,46 Quadratkilometern. Die Bevölkerungsdichte ist niedriger als die im gesamten Kreis. Verwaltungssitz ist die größte Stadt Mezőkövesd, im Westen des Kreises gelegen.

## Gemeindeübersicht
| Gemeinde         | Status       | Herkunft Kleingebiet | Einwohnerzahl | Einwohnerzahl | Einwohnerzahl | Fläche     | Bevölkerungs- dichte (Ew./km²) |
| Gemeinde         | Status       | Herkunft Kleingebiet | 01.10.2011    | 01.01.2013    | 01.01.2016    | 01.01.2016 | Bevölkerungs- dichte (Ew./km²) |
| ---------------- | ------------ | -------------------- | ------------- | ------------- | ------------- | ---------- | ------------------------------ |
| Bogács           | Gemeinde     | Mezőkövesd           | 1.952         | 1.982         | 1.928         | 24,69      | 78,1                           |
| Borsodgeszt      | Gemeinde     | Mezőkövesd           | 252           | 248           | 264           | 15,06      | 17,5                           |
| Borsodivánka     | Gemeinde     | Mezőkövesd           | 746           | 732           | 719           | 15,89      | 45,2                           |
| Bükkábrány       | Gemeinde     | Mezőkövesd           | 1.660         | 1.690         | 1.685         | 18,02      | 93,5                           |
| Bükkzsérc        | Gemeinde     | Mezőkövesd           | 996           | 985           | 937           | 37,25      | 25,2                           |
| Cserépfalu       | Gemeinde     | Mezőkövesd           | 1.039         | 1.028         | 1.000         | 44,65      | 22,4                           |
| Cserépváralja    | Gemeinde     | Mezőkövesd           | 386           | 394           | 374           | 14,62      | 25,6                           |
| Csincse          | Gemeinde     | Mezőkövesd           | 592           | 579           | 542           | 11,34      | 47,8                           |
| Egerlövő         | Gemeinde     | Mezőkövesd           | 525           | 537           | 496           | 19,78      | 25,1                           |
| Kács             | Gemeinde     | Mezőkövesd           | 470           | 485           | 439           | 16,70      | 26,3                           |
| Mezőkeresztes    | Stadt        | Mezőkövesd           | 3.886         | 3.868         | 3.746         | 74,26      | 50,4                           |
| Mezőkövesd       | Stadt        | Mezőkövesd           | 16.559        | 16.644        | 16.310        | 100,49     | 162,3                          |
| Mezőnagymihály   | Gemeinde     | Mezőkövesd           | 1.046         | 1.063         | 1.016         | 61,86      | 16,4                           |
| Mezőnyárád       | Gemeinde     | Mezőkövesd           | 1.614         | 1.630         | 1.594         | 14,06      | 113,4                          |
| Négyes           | Gemeinde     | Mezőkövesd           | 251           | 251           | 233           | 17,33      | 13,4                           |
| Sály             | Gemeinde     | Mezőkövesd           | 1.949         | 1.860         | 1.731         | 25,57      | 67,7                           |
| Szentistván      | Großgemeinde | Mezőkövesd           | 2.475         | 2.520         | 2.387         | 51,07      | 46,7                           |
| Szomolya         | Gemeinde     | Mezőkövesd           | 1.671         | 1.627         | 1.603         | 22,69      | 70,6                           |
| Tard             | Gemeinde     | Mezőkövesd           | 1.310         | 1.274         | 1.174         | 40,47      | 29,0                           |
| Tibolddaróc      | Gemeinde     | Mezőkövesd           | 1.436         | 1.417         | 1.357         | 30,31      | 44,8                           |
| Tiszabábolna     | Gemeinde     | Mezőcsát             | 382           | 379           | 336           | 32,69      | 10,3                           |
| Tiszavalk        | Gemeinde     | Mezőcsát             | 303           | 314           | 300           | 11,54      | 26,0                           |
| Vatta            | Gemeinde     | Mezőkövesd           | 934           | 935           | 916           | 23,34      | 39,2                           |
| Kreis Mezőkövesd |              |                      | 42.434        | 42.442        | 41.087        | 723,68     | 56,8                           |